# Alex Gaskarth
Alex Gaskarth, all'anagrafe  Alexander William Gaskarth (Essex, 14 dicembre 1987), è un cantante e chitarrista britannico naturalizzato statunitense, noto per la sua militanza nel gruppo pop punk All Time Low.
Dal 2019 fa parte anche del duo Simple Creatures insieme a Mark Hoppus dei blink-182.

## Vita privata
Nato nell'Essex, in Inghilterra, da Isobel e Peter Gaskarth, a 6 anni si trasferisce a Baltimora, nel Maryland.
Ha tre fratellastri maggiori avuti dal primo matrimonio del padre: Jillian, Helen, e Tom, morto a soli 21 anni per cause dovute all'alcolismo quando Alex ne aveva 12. Questo fatto ha ispirato la canzone Lullabies, contenuta nell'album di debutto degli All Time Low, The Party Scene.
Durante un tour nel 2009, è caduto dal palco e ha avuto una commozione cerebrale; successivamente è stato ricoverato in ospedale.
Il 9 aprile 2016 si sposa con la sua fidanzata storica del liceo Lisa Ruocco.

## Discografia

### Con gli All Time Low

#### Album in studio

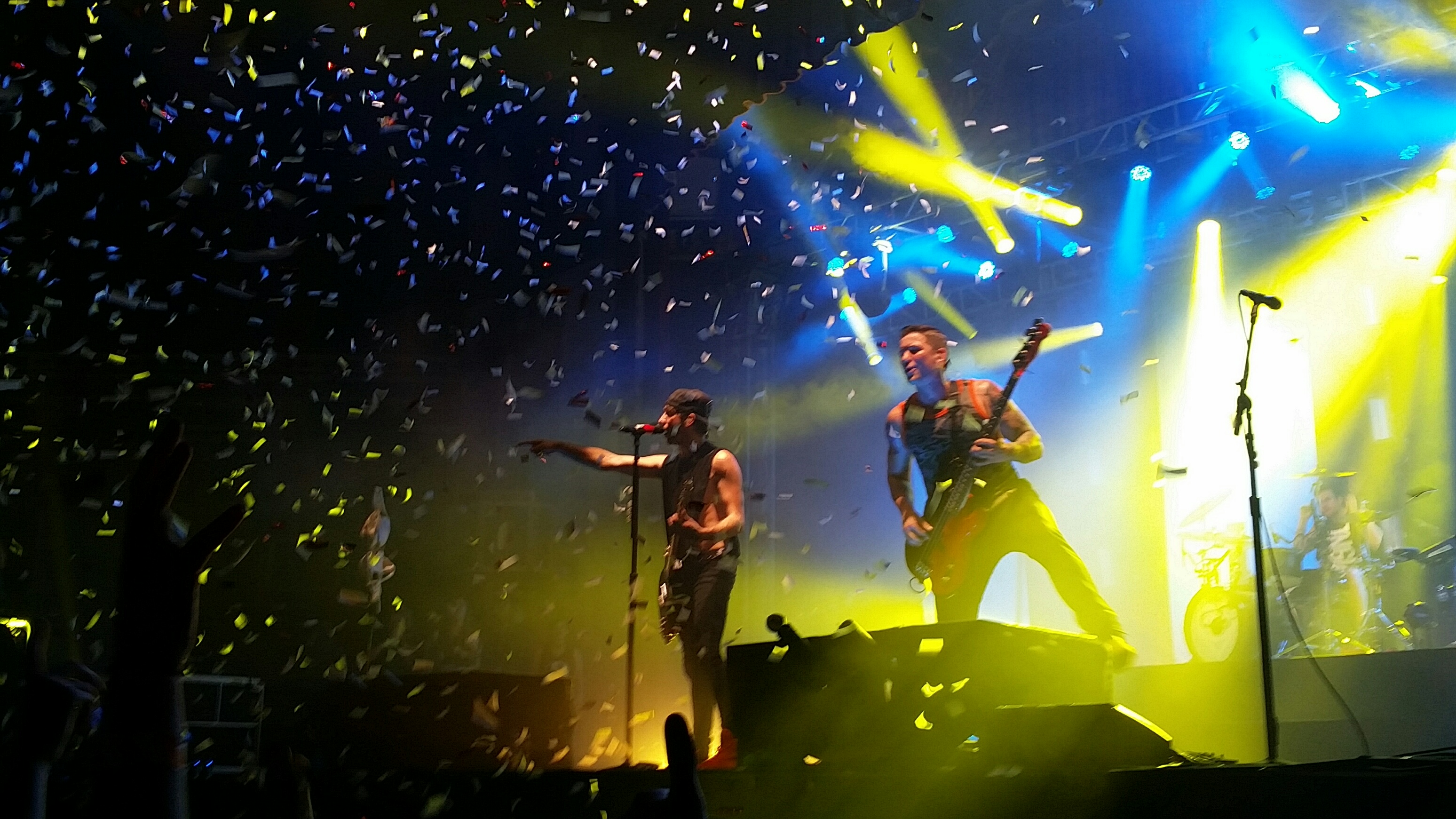
Concerto nel 2015

- 2005 – The Party Scene
- 2007 – So Wrong, It's Right
- 2009 – Nothing Personal
- 2011 – Dirty Work
- 2012 – Don't Panic
- 2015 – Future Hearts
- 2017 – Last Young Renegade
- 2020 – Wake Up, Sunshine
- 2023 – Tell Me I'm Alive

#### Album dal vivo
- 2010 – Straight to DVD
- 2016 – Straight to DVD II: Past, Present and Future Hearts

### Con i Simple Creatures

#### EP
- 2019 – Strange Love
- 2019 – Everything Opposite

### Da solista

#### Singoli
- 2023 – Beth (cover dei Kiss, dalla colonna sonora di Spinning Gold[6])

### Collaborazioni
| Anno | Canzone                   | Artista              | Album                           | Note   |
| ---- | ------------------------- | -------------------- | ------------------------------- | ------ |
| 2007 | Disconnect                | The Dangerous Summer | If You Could Only Keep Me Alive | [ 7 ]  |
| 2008 | No One Can Touch Us       | Sing It Loud         | Come Around                     | [ 8 ]  |
| 2011 | Freaking Me Out           | Simple Plan          | Get Your Heart On!              | [ 9 ]  |
| 2011 | Kiss Me Again             | We Are the In Crowd  | Best Intentions                 | [ 10 ] |
| 2012 | Telescope                 | Yellowcard           | Southern Air                    | [ 11 ] |
| 2017 | Jaded                     | One Ok Rock          | Ambitions                       | [ 12 ] |
| 2019 | Up in Flames              | Kayzo                | Unleashed                       | [ 13 ] |
| 2022 | Jenny I'm Sorry           | Masked Wolf          | —                               | [ 14 ] |
| 2023 | pretty good for a bad day | Lauran Hibberd       | —                               | [ 15 ] |

Ha inoltre collaborato con i 5 Seconds of Summer a scrivere tre tracce del loro omonimo album: Kiss Me Kiss Me, End Up Here e Long Way Home. Gaskarth è inoltre uno degli autori di Catch Fire, contenuta nell'album Sounds Good Feels Good.